# Dan Simmons
Dan Simmons (Peoria (Illinois), 4 april 1948) is een Amerikaanse schrijver van sciencefiction, fantasy en horror. 
Simmons was 17 jaar lang leraar lager onderwijs, voordat hij zich fulltime op het schrijven richtte. Met het eerste verhaal dat hij publiceerde in 1982, won hij een literatuurprijs. Sindsdien heeft hij vele andere prijzen gewonnen, waarvan de belangrijkste de Hugo Award voor Hyperion is (uitgereikt in augustus 1990 tijdens de 48e World Science Fiction Convention in het Nederlands Congres Centrum te Den Haag). Dit is trouwens het eerste deel van zijn meest bekende werk, de space opera tetralogie De Hyperion Canto's, waarvan de andere delen De Ondergang van Hyperion (The Fall of Hyperion), Endymion en De opkomst van Endymion (The Rise of Endymion) zijn. 
In 2003 is hij met Ilium aan een nieuw epos begonnen, dat in 2005 vervolledigd werd met Olympos. Deze boeken combineren elementen uit The Tempest van Shakespeare en À la Recherche du Temps Perdu van Marcel Proust met de Ilias van Homerus. Simmons zal bij de verfilming van dit werk trouwens producer zijn.

## Belangrijkste prijzen
Hugo Award
- Hyperion  (1990) - novel

Locus Award
- Carrion Comfort (1990) - horror novel
- Hyperion  (1990) - SF novel
- Entropy's Bed at Midnight (1991) - novelette
- The Fall of Hyperion  (1991) - SF novel
- All Dracula's Children (1992) - novelette
- Summer of Night (1992) - horror/dark fantasy novel
- Children of the Night (1993) - horror/dark fantasy novel
- Death in Bangkok (1994) - novelette
- Fires of Eden (1995) - horror/dark fantasy novel
- The Rise of Endymion (1998) - SF novel
- Orphans of the Helix (2000) - novella
- Ilium (2004) - SF novel

World Fantasy Award
- Song of Kali (1986) - novel
- This Year's Class Picture (1993) - short story

British Fantasy Award
- Carrion Comfort (1990) - novel

British SF Award
- The Fall of Hyperion  (1992) - novel

Bram Stoker Award
- Carrion Comfort (1990) - novel
- Prayers to Broken Stones (1992) - collection
- This Year's Class Picture (1993) - short story
- Death in Bangkok (1994) - novelette

### Vertaald naar het Nederlands
- Hyperion (1990), (Hyperion, 1989), het eerste deel van De Hyperion Canto's.
- De Ondergang van Hyperion (1991) (The Fall of Hyperion, 1990)
- Aasgieren (1991) (Carrion Comfort, 1989)
- Het lied van Kali (1992) (Song of Kali, 1985d)
- Nachtzomer (1992) (Summer of Night, 1991)
- Kinderen van de Nacht (1993) (Children of the Night, 1992)
- De Holle Man (1994) (The Hollow Man, 1992)
- Liefdesdood (1994) (Lovedeath, 1993)
- Vuur in het Paradijs (1995) (Fires of Eden, 1994)
- Endymion (1996) (Endymion, 1996)
- De Opkomst van Endymion (1998) (The Rise of Endymion, 1997)
- Moedwil (2002) (Darwin's Blade, 2000)
- Lood (2003) (Hardcase, 2001)
- Ilium (2005) (Ilium, 2003)
- Olympos (2006) (Olympos, 2005)
- Drood (2009) (Drood, 2009)

### Onvertaald
- Phases of Gravity (1989)
- Entropy's Bed at Midnight (1990)
- The Crook Factory (1999)
- A Winter's Haunting (2002)
- Hard Freeze (2002)
- Worlds Enough and Time: Five Tales of Speculative Fiction (2002)
- Hard as Nails (2003)
- The Terror (2007)